# Neuilly-sur-Suize
Neuilly-sur-Suize é uma comuna francesa na região administrativa de Grande Leste, no departamento de Haute-Marne. Estende-se por uma área de 14,67 km². Em 2010 a comuna tinha 317 habitantes (densidade: 21,6 hab./km²).